# Pierachodcy
Pierachodcy (biał. Пераходцы; ros. Переходцы, Pieriechodcy) – wieś na Białorusi, w obwodzie witebskim, w rejonie lepelskim, w sielsowiecie Domżarycy. W 2009 roku liczyła 27 mieszkańców.